# Tivi
Tivi är en ort i Azerbajdzjan.   Den ligger i distriktet Nachitjevan, i den sydvästra delen av landet, 400 km väster om huvudstaden Baku. Tivi ligger 1 583 meter över havet och antalet invånare är 1 343.
Terrängen runt Tivi är kuperad åt sydväst, men åt nordost är den bergig. Runt Tivi är det ganska glesbefolkat, med 27 invånare per kvadratkilometer.. Närmaste större samhälle är Saltaq, 19,6 km väster om Tivi. 
Trakten runt Tivi består i huvudsak av gräsmarker.